# دانشکده حقوق، علوم سیاسی و جرم‌شناسی دانشگاه لیژ
دانشکده حقوق (به لاتین: Faculty of Law) یک دانشکده در بلژیک است.